# 南東欧協力プロセス

南東欧協力プロセスの加盟国

南東欧協力プロセス（なんとうおうきょうりょくプロセス）はブルガリア主導の下で1996年に設置された。ブルガリアが議長を務めたソフィアでの会合で、バルカン半島諸国は信頼と善隣関係、地域の安定を目指す地域協力機構を設立した。英語名称「South East European Co-operation Process」の頭文字をとって「SEECP」と略称される。

## 特徴
南東欧協力プロセスの特徴としては、この地域で初の、地域の国の主導によって自発的に設立された機構であり、国際連合や他の国々によって主導されたものではないという点がある。そのため、南東欧協力プロセスはそれ自身を、確かな本物の南東ヨーロッパ諸国の声を反映したものであると規定し、南東欧安定化協定（en）、南東欧協力イニシアティヴ（en, SECI）、安定化・連合プロセス（en）との補完関係にあるものとした。
南東欧協力プロセスの枠組みでの地域協力の目的には、安全と政治状況の強化、経済関係の強化、人的資源、民主主義、正義、犯罪活動との戦いのための相互協力がある。また南東欧協力プロセスの目標として、善隣関係の構築と、地域を平和で安定したものへと変えることを通じて、その加盟国の欧州連合（EU）や北大西洋条約機構（NATO）への加盟を実現を目指している。

## 加盟国
設立時の加盟国
- アルバニア
- ギリシャ
- セルビア（ セルビア・モンテネグロとして加盟）
- トルコ
- ブルガリア
- ボスニア・ヘルツェゴビナ
- 北マケドニア
- ルーマニア

後発加盟国
- クロアチア（2005年）
- モルドバ（2006年、それ以前はオブザーバ参加）
- モンテネグロ（2007年）
- スロベニア（2010年）

## 組織
南東欧協力プロセスは地域的な、制度化されていないプロセスであり、議長国によって調整されている。南東欧協力機構の議長国は1年交代であり、加盟国間での持ち回りである。議長国は国際会合に出席し、定例の首脳・外相会合や、その他の政治指導者による会合の司会を務める。状況に応じて、議長国は臨時会合を招集することができる。
2006年、南東欧安定化協定は西側諸国や組織の支援・協力の下、地域の国自身によって設立された組織に継承されるべきであると発表した。南東欧協力プロセスを地域協力会議として制度化することによってこれを実現することになっている。南東欧安定化協定の最後の会議は2008年2月28日に開かれ、同協定は地域協力会議へと引き継がれた。

## 議長国
議長国は1年ごとに加盟国が持ち回りで就任する
- 1996年-1997年 ブルガリア
- 1997年-1998年 ギリシャ
- 1998年-1999年 トルコ
- 1999年-2000年 ルーマニア
- 2000年-2001年 マケドニア共和国
- 2001年-2002年 アルバニア
- 2002年-2003年 セルビア・モンテネグロ
- 2003年-2004年 ボスニア・ヘルツェゴビナ
- 2004年4月 - 2005年5月 ルーマニア
- 2005年5月 - 2006年5月 ギリシャ
- 2006年5月 - 2007年5月 クロアチア
- 2007年5月 - 2008年5月 ブルガリア

## 会合
首脳会合の一覧
- 1997年11月2日-4日 クレタ島
- 1998年10月12日-13日 アンタルヤ
- 2000年2月12日 ブカレスト
- 2000年10月25日 スコピエ（臨時会合）
- 2001年2月23日 スコピエ
- 2002年3月28日 ティラナ
- 2003年4月9日 ベオグラード
- 2004年4月21日 サラエヴォ
- 2008年5月21日 ポモリエ

外相会合の一覧
- 1996年7月6-7日 ソフィア
- 1997年6月5-6日 テッサロニキ
- 1998年6月8-9日 イスタンブール
- 1999年3月19日 ブカレスト
- 1999年12月2日 ブカレスト
- 2000年7月14日 オフリド
- 2001年5月16日 ティラナ
- 2003年6月9日 サラエヴォ
- 2004年10月22日 ブカレスト
- 2007年3月1日 ザグレブ